# Hiroaki Ishiura

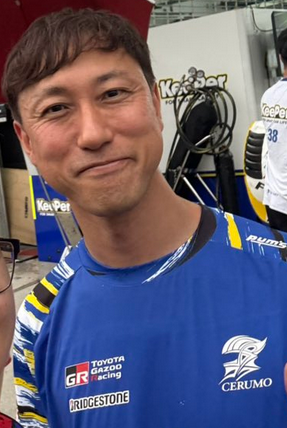
Hiroaki Ishiura beim Super GT in Malaysia 2025

Hiroaki Ishiura (jap. 石浦 宏明, Ishiura Hiroaki; * 23. April 1981 in Setagaya, Tokio) ist ein japanischer Automobilrennfahrer. Er fuhr von 2008 bis 2011 in der Formel Nippon und von 2014 bis 2016 in deren Nachfolgeserie Super Formula, die er 2015 gewann. Von 2007 bis 2016 startete er in der Super GT.

## Karriere
Ishiura begann seine Motorsportkarriere im Kartsport und war von 1999 bis 2001 in dieser Sportart aktiv. 2003 wechselte er in den Formelsport und wurde Vierter in der japanischen Formel Toyota. Er blieb die nächsten zwei Jahre in dieser Rennserie und wurde 2004 Sechster und 2005 Dritter in der Fahrerwertung. 2006 wechselte er in die japanische Formel-3-Meisterschaft und beendete die Saison mit einem Rennsieg auf dem neunten Gesamtrang. Außerdem startete er bei einem Rennen der Super GT. 2007 bestritt er seine zweite Saison in der japanischen Formel-3-Meisterschaft. Mit zwei Siegen verbesserte er sich auf den vierten Platz in der Fahrerwertung. Außerdem gewann er zusammen mit Kazuya Ōshima die GT300-Wertung in der Super GT.
2008 wechselte er zum Team LeMans in die Formel Nippon und beendete seine Debütsaison auf dem 16. Gesamtrang. Außerdem wurde er für Toyota Team Tsuchiya startend 15. in der Super GT. 2009 fuhr Ishiura in der Formel Nippon regelmäßig in die Punkte. Mit einem dritten Platz erzielte er seine erste Podest-Platzierung. In der Fahrerwertung belegte er den sechsten Gesamtrang. In der Super GT konnte er mit dem Lexus Team Kraft ein Rennen gewinnen und die Saison auf Platz neun beenden. 2010 wies er in der Formel Nippon erneut einen dritten Platz als bestes Resultat vor. In der Gesamtwertung wurde er Achter. In der Super GT entschied er mit dem Lexus Team Kraft ein weiteres Rennen für sich und verbesserte sich auf den sechsten Gesamtrang.
2011 wechselte Ishiura innerhalb der Formel Nippon zum Team Kygnus Sunoco. Ein zweiter Platz war sein bestes Resultat und er schloss die Saison auf dem sechsten Platz ab. Darüber hinaus war Ishiura für das Lexus Team Sard in der Super GT aktiv und wurde dort Gesamtsiebter. 2012 fuhr Ishiura nur in der Super GT für das Lexus Team Sard. Zusammen mit Juichi Wakisaka gewann er ein Rennen und wurde mit Wakisaka Gesamtdritter. 2013 fuhr Ishiura für das Lexus Team Sard in der Super GT und wurde Siebter in der Fahrerwertung.
2014 kehrte Ishiura in den Formelsport zurück und startete in der ehemaligen Formel Nippon, die nun in Super Formula umbenannt worden war. Er erhielt ein Cockpit bei P.μ/cerumo・INGING. Mit einem zweiten Platz als bestem Ergebnis wurde er Fünfter in der Fahrerwertung. Außerdem wurde er mit dem Lexus Team Sard 13. in der Super GT. 2015 blieb Ishiura bei P.μ/cerumo・INGING in der Super Formula. Beim zweiten Rennen in Mimasaka gewann er sein erstes Super-Formula-Rennen. In Motegi gewann er erneut. Mit 51,5 zu 45,5 Punkten setzte er sich in der Meisterschaft gegen Kazuki Nakajima durch und erzielte den Gesamtsieg. In der Super GT trat Ishiura 2015 zusammen mit Yūji Tachikawa für das Lexus Team Zent Cerumo an. Mit drei Podest-Platzierungen wurden das Duo Gesamtvierter. In der Super-Formula-Saison 2016 gewann Ishiura für P.μ/cerumo・INGING ein Rennen und stand insgesamt fünfmal auf dem Podium. Während sein Teamkollege Yūji Kunimoto die Meisterschaft für sich entschied, erreichte er den fünften Gesamtrang. In der Super GT erzielte Ishiura mit Tachikawa für das Lexus Team Zent Cerumo einen Sieg und wurde Gesamtsechster.

## Statistik

### Karrierestationen
| - 1999–2001: Kartsport - 2003: Japanische Formel Toyota (Platz 4) - 2004: Japanische Formel Toyota (Platz 6) - 2005: Japanische Formel Toyota (Platz 3) - 2006: Japanische Formel 3 (Platz 9) - 2007: Japanische Formel 3 (Platz 4) - 2007: Super GT, GT300 (Meister) - 2008: Formel Nippon (Platz 16) | - 2008: Super GT (Platz 15) - 2009: Formel Nippon (Platz 6) - 2009: Super GT (Platz 9) - 2010: Formel Nippon (Platz 8) - 2010: Super GT (Platz 6) - 2011: Formel Nippon (Platz 6) - 2011: Super GT (Platz 7) - 2012: Super GT (Platz 3) | - 2013: Super GT (Platz 7) - 2014: Super Formula (Platz 5) - 2014: Super GT (Platz 13) - 2015: Super Formula (Meister) - 2015: Super GT (Platz 4) - 2016: Super Formula (Platz 5) - 2016: Super GT (Platz 6) |

### Einzelergebnisse in der Formel Nippon/Super Formula
| Jahr | Team               | Motor  | 1   | 2   | 3   | 4   | 5   | 6   | 7   | 8   | 9   | 10  | 11  | Punkte | Rang |
| ---- | ------------------ | ------ | --- | --- | --- | --- | --- | --- | --- | --- | --- | --- | --- | ------ | ---- |
| 2008 | Team LeMans        | Toyota | FU1 | SU1 | MO1 | OKA | SU2 | SU2 | MO2 | MO2 | FU2 | FU2 | SUG | 9      | 16.  |
| 2008 | Team LeMans        | Toyota | 7   | 13  | 8   | DNF | 14  | DNF | 13  | 8   | 17  | 16  | 9   | 9      | 16.  |
| 2009 | Team LeMans        | Toyota | FU1 | SU1 | MO1 | FU2 | SU2 | MO2 | AUT | SUG |     |     |     | 30     | 6.   |
| 2009 | Team LeMans        | Toyota | 11  | 8   | 3   | 4   | 4   | 4   | 5   | 5   |     |     |     | 30     | 6.   |
| 2010 | Team LeMans        | Toyota | SU1 | MO1 | FU1 | MO2 | SUG | AUT | SU2 | SU2 | FU2 | FU2 |     | 16     | 8.   |
| 2010 | Team LeMans        | Toyota | 10  | DNF | 6   | 8   | 4   | 3   | 7   | 10  | 13  | 12  |     | 16     | 8.   |
| 2011 | Team Kygnus Sunoco | Toyota | SU1 | AUT | FU1 | MO1 | SU2 | SUG | MO2 | MO2 | FU2 |     |     | 17     | 6.   |
| 2011 | Team Kygnus Sunoco | Toyota | 8   | 10  | 6   | 7   | C   | 2   | 6   | 6   | 2   |     |     | 17     | 6.   |
| 2014 | P.μ/cerumo・INGING | Toyota | SU1 | FUJ | FUJ | FUJ | MOT | AUT | SUG | SU2 | SU2 |     |     | 26     | 5.   |
| 2014 | P.μ/cerumo・INGING | Toyota | 3   | DNF | 11  | 4   | 2   | 8   | 6   | 5   | 7   |     |     | 26     | 5.   |
| 2015 | P.μ/cerumo・INGING | Toyota | SU1 | OKA | FUJ | MOT | AUT | SUG | SU2 | SU2 |     |     |     | 51,5   | 1.   |
| 2015 | P.μ/cerumo・INGING | Toyota | 5   | 1   | 3   | 1   | 2   | 5   | 2   | 4   |     |     |     | 51,5   | 1.   |
| 2016 | P.μ/cerumo・INGING | Toyota | SU1 | OK1 | FUJ | MOT | OK2 | OK2 | SUG | SU2 | SU2 |     |     | 27     | 5.   |
| 2016 | P.μ/cerumo・INGING | Toyota | 11  | 1   | 6   | 3   | 7   | 3   | 16  | 3   | 3   |     |     | 27     | 5.   |

Anmerkungen
1. 1 2  Für den Fuji Sprint Cup wurden keine Punkte vergeben.